# Stryjenszczyzna
Stryjenszczyzna – kolonia Polsce położona w województwie podlaskim, w powiecie białostockim, w gminie Gródek.
W latach 1975–1998 miejscowość należała administracyjnie do województwa białostockiego.